# Yazz Ahmed
Yazz Ahmed (London, 1983, ? –) brit-bahreini trombitás, szárnykürtös, zeneszerző. Yazz Ahmed dolgozott Toshiko Akiyoshival, Rufus Reiddel, John Zornnal, Ash Walkerrel, a London Jazz Orchestra-val. Felvételeket készített és fellépett a Radiohead, Lee „Scratch” Perry, az ABC brit együttes, a Swing Out Sister, Tarek Yamani, Amel Zen és a These New Puritans zenekar mellett is.

Zenéjében jelen vannak arab és nyugati hatások.

## Pályafutása
Yazz Ahmed Londonban született brit anyától és bahreini apától. Yazz édesanyja a Royal Ballet táncosa volt. Gyermekkorát Bahreinben töltötte, majd kilencévesen visszatért Londonba. Korán kezdett trombitálni anyai nagyapja, Terry Brown jazztrombitás bátorítására. Mesterdiplomát szerzett a londoni Guildhall School of Music and Drama-ban.
Első jelentős munkája az Alhaan Al Siduri a Birmingham Jazzlines támogatásával írt szvitje volt. Ezután a Tomorrow's Warriors és a Women Make Music Foundation megbízta, hogy írjon egy művet az inspiráló nőkről.
2017-ben „La Saboteuse” című albumával nemzetközi elismerést vívott ki magának. A „The Wire” az év dzsesszalbumának választotta, a Bandcamp a 100 legjobb albuma között a 18. helyre tette. A London Symphony Orchestra (LSO) egy speciális, negyedhangos kürtöt készíttetett számára, amely lehetővé tette Ahmednek az arab zenére jellemző skálák használatát.
Ahmed az Open University megbízásából írt egy darabot, amelyet 2018 decemberében, a Hold éjszakáján adtak elő.
2019-ben adta ki harmadik albumát, a „Polyhymniát”, amely a zene, a költészet és a tánc görög múzsájáról lett elnevezve, egy karakterről, akit Ahmed a művészetek istennőjeként ír le. Ez egy hat tételből álló munka, amely hat kivételes tulajdonsággal rendelkező nőt idéz meg: Rosa Parks, Malála Júszafzai, Ruby Bridges, Haaifa Al-Mansour, Barbara Thompson − és szüfrazsettek. A projekt felvételei 2015-ben az Egyesült Királyságban és szerte Európában zajlottak, 2016 és 2019 között; három éven keresztül.

## Studióalbumok
- Finding My Way Home (2011)
- La Saboteuse (2017)
- Polyhymnia (2019)
- Solo 7's Vol.1 (2021)

## EP-k
- The Space Between The Fish & The Moon (La Saboteuse, Chapter One − 2017)
- La Saboteuse Remixed (2018)

## Kislemezek
- A Shoal of Souls' (2019)